# Rockall
Rockall (pronunciació: [rɔ'kɔ:l]) és un petit illot rocós a l'Atlàntic nord, uns 350 km a l'oest de les Hèbrides Exteriors. Té les coordenades geogràfiques 57° 35′ 48″ N, 13° 41′ 19″ O / 57.59667°N,13.68861°O. És d'origen volcànic i fa aproximadament uns 30 metres de llarg i 21 d'alçada màxima.

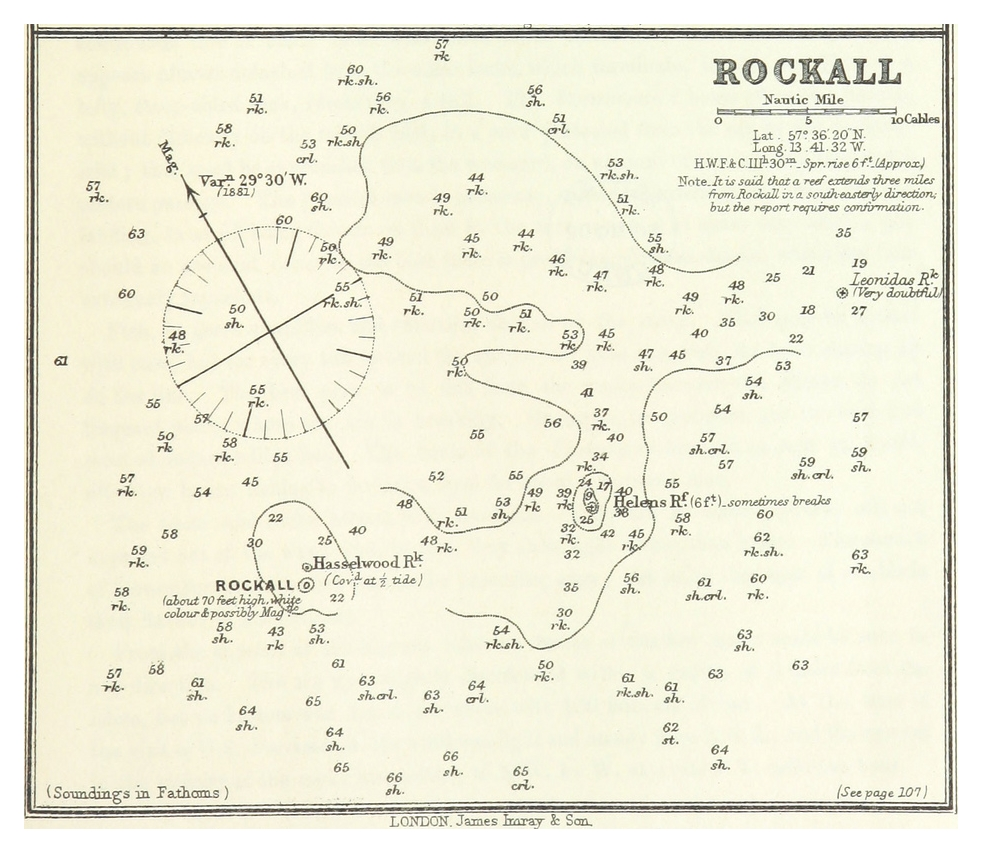
Atlantic Sea Pilot (1884)

És un territori amb la sobirania del fons marí discutida entre la Gran Bretanya, Irlanda, Dinamarca i Islàndia. La Gran Bretanya va annexionar Rockall el 1955 com a base d'una zona econòmica de 200 milles nàutiques. Al seu entorn es van descobrir jaciments de petroli. Amb el nom de Waveland ha estat ocupat simbòlicament per Greenpeace del 1997 al 1999.
L'illot no té habitants, però hi ha una gran quantitat d'ocells marins.
L'any 1975 s'hi va descobrir la bazirita, un mineral de la classe dels silicats que pertany al grup de la benitoïta format per bari i zirconi.

## Microestat Waveland
Waveland és un estat independent no reconegut, creat per Greenpeace a l'illot Rockall. L'11 de juny de 1997 l'organització ecologista Greenpeace va ocupar l'illot de Rockall, a 400 km de la Gran Bretanya, i va proclamar allí l'estat independent de Waveland. El motiu de l'acció era impedir les explotacions petrolieres a la zona. Per això Greenpeace va aprofitar la disputa (pacífica) que sobre l'esmentat illot sostenen Gran Bretanya, Dinamarca, Islàndia i Irlanda, ja que els quatre estats reclamen l'illot no pel fet que tingui cap valor per si mateix, sinó perquè la seva possessió dona dret a una gran zona d'aigües territorials al seu entorn, on s'han localitzat jaciments petrolífers submarins.